# Coublevie
Coublevie är en kommun i departementet Isère i regionen Auvergne-Rhône-Alpes i sydöstra Frankrike. Kommunen ligger i kantonen Voiron som tillhör arrondissementet Grenoble. År 2022 hade Coublevie 5 409 invånare.

## Befolkningsutveckling
Antalet invånare i kommunen Coublevie
Referens:INSEE